# Ерцхаузен
Ерцхаузен (њем. Erzhausen) општина је у њемачкој савезној држави Хесен. Једно је од 23 општинска средишта округа Дармштат-Дибург. Према процјени из 2010. у општини је живјело 7.370 становника. Посједује регионалну шифру (AGS) 6432006, NUTS (DE716) и LOCODE (DE ERZ) код.

## Географски и демографски подаци
Ерцхаузен се налази у савезној држави Хесен у округу Дармштат-Дибург. Општина се налази на надморској висини од 112 метара. Површина општине износи 7,4 km². У самом мјесту је, према процјени из 2010. године, живјело 7.370 становника. Просјечна густина становништва износи 996 становника/km².

## Међународна сарадња
| Мјесто               | Држава  | Врста сарадње | Од    |
| -------------------- | ------- | ------------- | ----- |
|                      | Чешка   | партнерство   | 1997. |
| Инчиза ин Вал д´Арно | Италија | партнерство   | 2007. |
| Извор                |         |               |       |